# 지방육종
지방육종(脂肪肉腫, 영어: liposarcoma)은 넓적다리 내부 또는 후복막강 안쪽과 같은 심부 연부 조직의 지방 세포에서 발생하는 암이다. 지방육종은 현미경으로 관찰할 때 지방 세포와 유사성이 있는, 희귀한 종류의 암이다.
모든 육종처럼 지방육종 또한 희귀질환이다.

## 같이 보기
- 지방종